# Mercury Bobcat
Der Mercury Bobcat war ein von dem US-amerikanischen Automobilhersteller Mercury produziertes Automodell der dortigen Subcompact-(Kleinwagen-)Klasse, das in Kanada von 1973 und in den USA von 1975 bis 1980 angeboten wurde. Der Bobcat (deutsch: Rotluchs) gleicht technisch und stilistisch nahezu vollständig dem Ford Pinto.

## Modellgeschichte
Nachdem Mercury den Bobcat im Modelljahr 1974 ausschließlich in Kanada angeboten hatte, erschien Anfang 1975 die Mercury-Version des Ford Pinto auch auf dem US-Markt. Größter augenfälliger Unterschied zum Pinto war der größere Chrom-Kühlergrill des Bobcat. Angeboten wurden eine dreitürige Schrägheck-Limousine (Bobcat Runabout) und ein dreitüriger Kombi (Bobcat Villager), angetrieben von einem 84 PS (62 kW) starken 2,3-Liter-Vierzylindermotor oder einem 2,8-Liter-V6 mit 98 PS (72 kW), die mit einem Dreigang-Schaltgetriebe oder einer Dreigang-Automatik kombiniert werden konnten. 1976 wurde das Dreigang- durch ein Viergangschaltgetriebe ersetzt. In den folgenden Modelljahren gab es die üblichen jährlichen kleinen Modifikationen am Zierrat und die Motoren variierten ein wenig in der Leistung. Zum Modelljahr 1979 gab es, parallel zum Pinto, ein größeres Facelift mit leicht schräg gestellter Frontpartie; technisch blieb alles beim Alten. 
1980 lief die Fertigung des Bobcat aus, sein Nachfolger war der Mercury Lynx, der auf dem amerikanischen Ford Escort basierte.
Vom Bobcat wurden in fünfeinhalb Jahren insgesamt 224.026 Exemplare gebaut.